# Infekční bronchitida drůbeže
Infekční bronchitida drůbeže (IB) je celosvětově se vyskytující velmi nakažlivé virové onemocnění kura domácího, postihující dýchací anebo močopohlavní orgány a zhoršující rentabilitu chovu zpomalením růstu u výkrmových kuřat a u nosnic poklesem snášky a zhoršenou kvalitou vajec.

## Historie
Infekční bronchitida byla poprvé pozorována v severní Dakotě v USA v roce 1930. Zpočátku byla považována pouze za nemoc mladých kuřat, postupně ale byla diagnostikována také u dospívající a dospělé drůbeže, u které se projevovala hlavně sníženou snáškou. Ekonomické ztráty, způsobované redukovanou snáškou u IB infikovaných nosnic, si vynutily od poloviny 50. let minulého století ochranné očkování drůbeže. Pozdější výskyty IB i u vakcinovaných chovů naznačili existenci více sérotypů viru IB v populaci drůbeže, což bylo následně i potvrzeno.
Virus IB vykazuje i určitý nefrogenní potenciál. Změny na ledvinách u kuřat postižených IB se poprvé objevily v USA v roce 1962 a o rok později v mnohem vážnější formě u výkrmových kuřat v Austrálii.
Infekční bronchitida se vyskytuje ve všech zemích s intenzivním chovem drůbeže, včetně České republiky, kde je podle zákona o veterinární péči č. 166/1999 Sb. považována za nebezpečnou nákazu. I přes plošně prováděnou imunoprofylaxi v těchto zemích stále účinnějšími vakcínami dochází k jejímu opakovanému propuknutí u drůbeže. Tyto "vakcinační zlomy" jsou pravděpodobně způsobeny rozličným antigenním vybavením terénních a vakcinačních kmenů viru.

## Příčiny nemoci (etiologie)
Původcem nemoci je virus z čeledě Coronaviridae (viz virus infekční bronchitidy), který je také prototypovým kmenem rodu Coronavirus

## Vznik a šíření nemoci (epizootologie)

### Přirozený a experimentální hostitel
Virus infekční bronchitidy má poměrně omezený hostitelský rozsah, což odpovídá obecně vlastnostem koronavirů, které vyvolávají onemocnění jen u těch hostitelů, z kterých byly izolovány a které se pomnožují v buněčných kulturách odvozených od těchto hostitelů. Jedinými přirozenými hostiteli viru IB u ptáků jsou kur domácí a komerčně chovaní bažanti, přičemž vnímavost k onemocnění se liší mezi jednotlivými plemeny a liniemi kura. Ostatní ptačí druhy jsou k infekci nevnímaví ani nejsou rezervoárem viru IB (IBV). Sající myšky jsou vnímavé k intracerebrální infekci některými kmeny IBV, např. Beaudette, ale méně adaptované kmeny nejsou pro ně letální.
Většina kmenů IBV postihuje průdušnici a způsobuje dýchací potíže u mladých kuřat. Případné úhyny u brojlerů jsou poměrně nízké a většinou jsou způsobeny sekundární infekcí E. coli a mykoplasmaty. Nefropatogenní kmeny IBV kromě dýchacích potíží také poškozují ledviny a mortalita může dosahovat u tohoto syndromu až 25 %.U dospělé drůbeže způsobují oba patotypy IBV pokles snášky a zhoršují kvalitu vajec.

### Přenos
Zdrojem IBV je infikovaná drůbež, která vylučuje virus respiračními sekrety a trusem již za 1-2 dny po infekci. Četnost vylučování viru klesá s dobou po infekci a liší se také podle kmene viru. IBV je přítomen v respiračním traktu, ledvinách, Fabriciově burze, slezině, vejcovodu, střevu a vejcích od infikovaných nosnic. Infekce se šíří horizontálně aerosolem (inhalací) nebo pozřením trusu nebo trusem kontaminovanou vodou a krmivem. Vzdálenost, na kterou může být virus přenášen venkovním vzduchem, i četnost takového způsobu přenosu, nejsou známy. Epizootologická šetření připouštějí možnost šíření viru vzdušnou cestou mezi hejny až na vzdálenost 1000 m. Optimum klimatických podmínek nezbytných pro přenos vzduchem mezi farmami není známo. Při šíření IBV se neuplatňují vektory. Přestože povaha perzistence viru v prostředí není známa, dosavadní informace naznačují potenciální riziko i možnost snadného přenosu infekce mezi hejny ošetřujícím personálem, dopravními prostředky včetně transportu živé drůbeže a pracovními pomůckami.
Možnost vertikálního přenosu vejcem nebo semenem infikovaných kohoutů zůstává stále nejasná, i když terénní pozorování a některé experimentální studie tuto možnost naznačují. 

## Projevy nemoci (symptomatologie)
Příznaky IB jsou ovlivňovány virulencí viru a jeho tropismem, věkem a imunitním stavem drůbeže. Infekce se snadno a rychle šíří v hejnu, již za 36-48 hodin po kontaktní infekci se mohou objevovat první klinické příznaky. U mladých kuřat může onemocnění probíhat akutně až perakutně, s respiračními příznaky, depresí a zpomalením růstu, ale i subklinicky, tak jak zpravidla probíhá u dospívající a dospělé drůbeže.
Inkubační doba u experimentálně infikovaných kuřat je 18-36 hodin, v závislosti na dávce a způsobu inokulace. V terénních podmínkách se obvykle pohybuje kolem 1-3 dnů.

### Klinika
IB se nejčastěji vyskytuje u kuřat ve věku 2-6 týdnů, nemocnost v hejnu je až 100 %. Výše ztrát závisí na věku, imunitě a podmínkách prostředí. Nemoc probíhá akutně, začíná typickými respiračními příznaky jako jsou ztížené dýchání (natažená hlava, otevřený zobák, lapání po dechu), přídatné dýchací šelesty, kašel a kýchání. Nosní otvory jsou potřísněné až ucpané zmnoženým odměškem a někdy se vyskytuje i opuchnutí hlavových dutin a konjunktivitida. Kuřata vyhledávají tepelné zdroje, shlukují se kolem nich a jsou ospalá, skleslá a slabá. Příjem krmiva je redukován a hmotnostní přírůstky jsou nižší (zejména u výkrmových kuřat). Onemocnění nekomplikované sekundárními bakteriálními infekcemi trvá něco přes týden; část rekonvalescentních kuřat však zůstává latentně infikována až několik měsíců a vylučuje virus sekrety a trusem do prostředí. Sekundární infekce bakterií E. coli zhoršuje dýchací potíže, infekce mykoplasmaty (M. gallisepticum) prodlužuje průběh nemoci až o několik týdnů a může zvyšovat mortalitu až na 25 %.
U kuřat starších a u nosnic jsou respirační příznaky mírnější a mohou se i přehlédnout. Charakter poklesu snášky je ovlivňován věkem nosnic – v hejnu infikovaném na počátku snášky bývá pokles nižší a po odeznění klinických příznaků se snáška vrací k normální křivce. U starších nosnic bývá pokles snášky větší a dlouhodobější, slepice předčasně přepeřují a snáška se většinou nevrátí k plánované produkci. Pokles snášky se pohybuje mezi 5-60 % a může trvat 3-11 týdnů, někdy i déle. U některých nosnic, často ve výborném výživném stavu, se objevuje tzv. "falešná snáška" – slepice vyhledávají hnízda a třebaže dochází k ovulaci, vejce nesnesou; žloutek je resorbován v dutině tělní.
Kromě poklesu vaječné produkce se u infikovaných hejn pozoruje i zhoršená kvalita vajec. Objevují se vejce měkká, nepravidelného tvaru, s drsnou nebo různě deformovanou skořápkou. Vaječný bílek bývá řídký a vodnatý, oddělený od žloutku, a pevně lpící k vnitřní podskořápečné membráně. Taková vejce mají sníženou biologickou hodnotu a líhnivost. Zhoršená kvalita vajec perzistuje po různě dlouhou dobu i po vymizení klinických příznaků.
Nefritická forma infekční bronchitidy (nefritida) se nejčastěji vyskytuje u kuřat do 10-12 týdnů věku; mortalita může být až 30 %. Onemocnění začíná mírnými až přechodnými respiračními příznaky, které jsou následovány depresí, načepýřeným peřím, nahrbeným postojem, nechutí k pohynu, nadměrnou žízní, rychlým poklesem hmotnosti a průjmem. Typická je vlhká podestýlka.

### Patologie
Charakter pitevního nálezu odpovídá klinickému průběhu, tropismu a virulenci viru i věku hostitele. U kuřat se zjišťuje serózní, mukózní až mukopurulentní exsudát v průdušnici, průduškách a dutině nosní, případně i zduření hlavových dutin. Vzdušné vaky jsou zakalené nebo pokryté sýrovitým exsudátem. U kuřic a nosnic se zjišťuje atrofie a chronický zánět vejcovodu. Nefrogenní kmeny způsobují zduření ledvin, které jsou bledé barvy, s močovody silně naplněnými uráty. Nemocná drůbež je dehydratovaná. Některé tzv. variantní kmeny viru IB vyvolávají myopatie prsních svalů.

### Imunita
Infekce IBV vede během 3-4 týdnů k vytvoření humorální imunity, která přetrvává v různém titru až 1 rok. Rekonvalescenti jsou chráněni před reinfekcí homologním typem viru, proti heterolognímu viru je chráněnost menší. Precipitační protilátky jsou detekovatelné již za 7 dnů PI, ale přetrvávají kratší dobu (20-90 dnů). Kuřata od imunních nosnic mají pasivní protilátky, které je krátkodobě chrání před onemocněním, méně již před infekcí IBV. V rezistenci vůči IBV se uplatňuje i lokální (tracheální) imunita a buňkami zprostředkovaná imunita, což bylo prokázáno u chemicky burzektomovaných kuřat.

## Diagnostika
Anamnestické údaje, klinické symptomy a pitevní nálezy sice indikují IB, ale pro vlastní diagnózu jsou nedostačující. Nezbytné je virologické vyšetření s izolací a identifikací viru anebo sérologický průkaz vzestupu protilátek v séru. Plošně prováděná vakcinace v intenzivních chovech drůbeže také ztěžuje diagnostiku i sérologický monitoring pomocí ELISA testů.
Izolace viru se nejčastěji provádí na kuřecích embryích, identifikace se provádí ELISA testy nebo PCR. Pro antigenní typizaci je nejvhodnější neutralizační test na tracheálních orgánových kulturách (in vitro pěstované tracheální prstence). Rozlišení kmenů IBV umožňuje sekvence nukleotidů glykoproteinu S1.
Protektivní křížové testy na kuřatech jsou důležitým doplňkem pro antigenní charakterizaci izolátů IBV i volbu nejvhodnější vakcíny. Imunizace kuřat antigenně odlišným sérotypem může někdy vyvolávat větší stupeň chráněnosti, než lze předpokládat na základě výsledků sérotypizace. Test je také vhodný ke kontrole protektivních vlastností v regionu používané vakcíny proti novému a antigenně odlišnému izolátu IBV z téže oblasti.
Diferenciální diagnostika. Respirační příznaky pozorované při IB mohou připomínat mírnou respirační formu Newcastleské nemoci, neštovic a infekční laryngotracheitidy. V tomto případě nutno izolovat a identifikovat původce, případně prokázat vzestup titru protilátek. V mnoha případech ale NDV i virus ILT způsobují mnohem těžší průběh onemocnění, než se vyskytuje při IB. U NDV se zjišťují nervové příznaky anebo viscerální změny s vysokou mortalitou. Pro ILT svědčí hemoragická tracheitida s vysokou mortalitou, navíc se v postiženém chovu šíří mnohem pomaleji než IB.
Hemofilová rýma a mykoplasmóza mohou napodobovat IB komplikovanou koliformními bakteriemi. Nefritida vyvolávaná nefrogenními kmeny IBV může připomínat infekční burzitidu, mykotoxikózy nebo jiné intoxikace. Při poklesu snášky nutno také vyloučit adenovirovou salpingitidu a další příčiny neinfekčního charakteru; při nefritidě pak nutriční deficience.

## Terapie a prevence
Kauzální terapie IB neexistuje. Pro potlačení sekundární bakteriální kontaminace se používají antibiotikum nebo chemoterapeutika. Prevence nemoci se opírá především o ochranu drůbeže před nakažením, izolaci chovu, hygienu prostředí a kvalitní výživu. Při výskytu IB pomáhá ke snížení ztrát zvýšení teploty prostředí k zabránění chladových stresů, nepřeskladňování hal a vhodné krmení. V Austrálii se používá při postižení ledvin zvýšené množství sodíku a draslíku v pitné vodě ve formě citrátových nebo bikarbonátových solí.
Ke specifické imunoprofylaxi se používají živé vakcíny s odstupňovanou virulencí (dvoustupňová vakcinace) a inaktivované olejové vakcíny. Živé vakcíny se používají při primovakcinacích, inaktivované k revakcinaci RCH a užitkových chovů nosnic. Jejich použití a doba aplikace se volí podle nákazové situace a stavu imunity v hejnu. Aby nedošlo k přenosu živého virulentního vakcinačního viru na neočkované skupiny, musí být vakcinované chovy izolovány.
Vzhledem k heterogenitě terénních kmenů viru vyžaduje úspěšná imunoprofylaxe znalost sérotypu převažujícího v dané oblasti. Imunita k homologním typům viru po vakcinaci je téměř 100 %, zatímco proti heterologním je nižší.